# Desastres em 1963
Nesta página encontrará referências aos desastres ocorridos durante o ano de 1989.

## outubro
- 9 de outubro - Furacão Flora provoca destruição e a morte de 6 mil pessoas em Cuba.

## Dezembro
- 12 e 15 de Dezembro, Crise sísmica e erupção submarina frente a Santa Luzia, ilha do Pico, Açores.